# Anopheles ugandae
Anopheles ugandae är en tvåvingeart som beskrevs av Evans 1934. Anopheles ugandae ingår i släktet Anopheles och familjen stickmyggor. Inga underarter finns listade i Catalogue of Life.